# Principauté archiépiscopale de Salzbourg
Ne doit pas être confondu avec Archidiocèse de Salzbourg.
1328–1803
Entités précédentes :
- Duché de Bavière

Entités suivantes :
- Électorat de Salzbourg

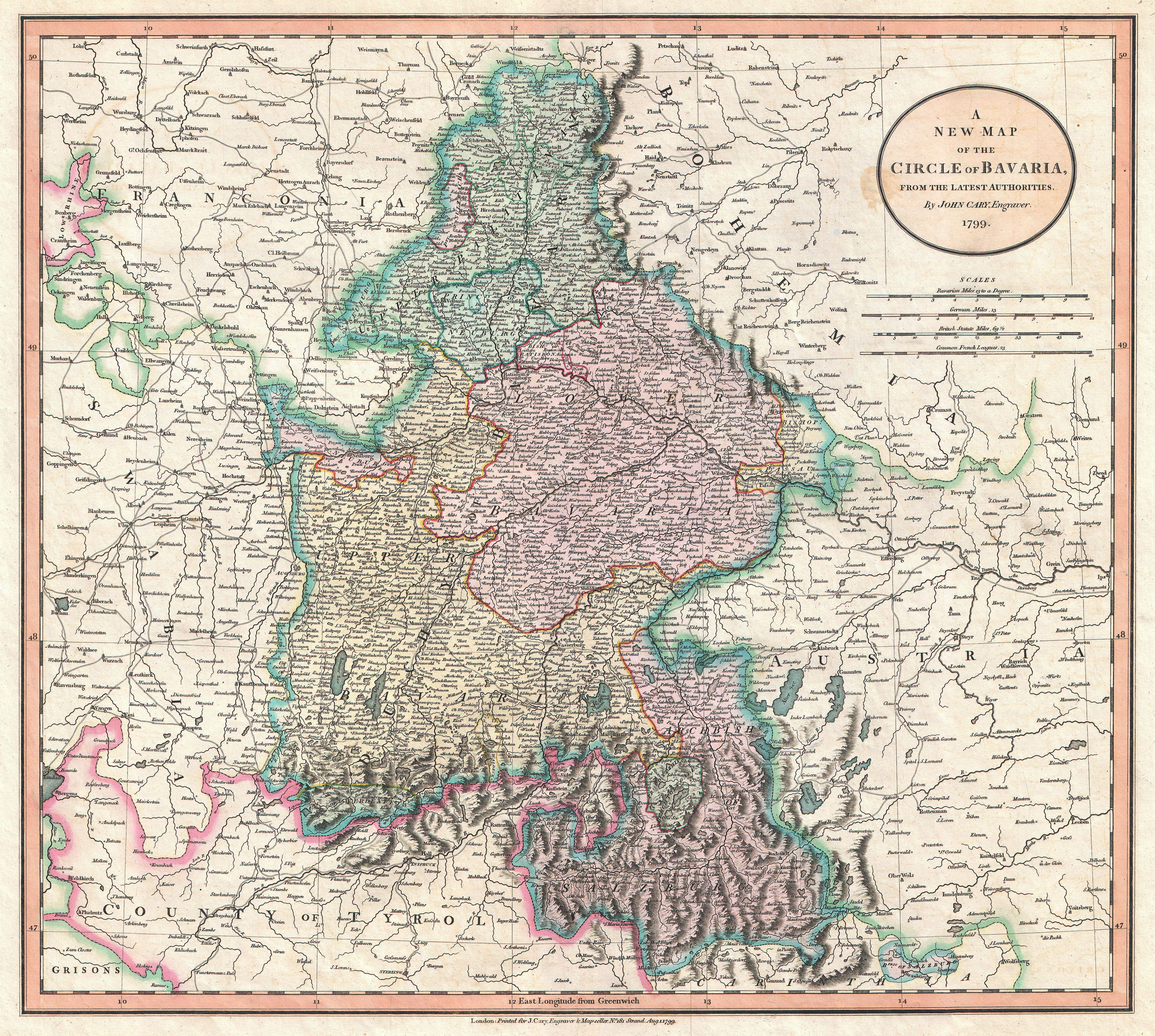
La principauté archiépiscopale de Salzbourg (en rose).

La principauté archiépiscopale de Salzbourg ou archevêché de Salzbourg (en allemand : Erzstift Salzburg) fut un État du Saint-Empire romain germanique. Les archevêques de Salzbourg, qui relevaient du duché de Bavière, obtinrent l'immédiateté impériale comme seigneurs temporels  de la principauté épiscopale (Erzstift) vers l'an 1328. Le siège de la principauté et de l'archidiocèse était à Salzbourg.
Les frontières de la principauté et de l'archidiocèse de Salzbourg ne coïncidaient pas. Dans le périmètre de l'archidiocèse fondé au VIIIe siècle, l'autorité spirituelle de l’archevêque, en tant qu’évêque métropolite et légat apostolique, s’étendait à proprement parler sur la province ecclésiastique, de laquelle dépendaient au haut Moyen Âge les diocèses bavarois de Freising, de Neubourg, de Passau, de Ratisbonne et de Säben ; ainsi que les suffragants de Gurk, Chiemsee, Seckau et Lavant. 
Lors de la diète à Augsbourg en 1500, la principauté archiépiscopale de Salzbourg rejoint le cercle de Bavière. Les archevêques faisaient partie du collège des princes ecclésiastiques à la Diète d'Empire. Le recès d'Empire de 1803 mit un terme à leur pouvoir temporel et fit du territoire de l'archevêché une principauté-électorale éphémère. Après le congrès de Vienne en 1815, la majeure partie de Salzbourg échut à l'empire d'Autriche.

## Liste des princes-archevêques
- 1278-1284 : Frédéric II de Walchen (de)
- 1284-1290 : Rudolf von Hoheneck
- 1291-1312 : Konrad von Breitenfurt
- 1312-1315 : Weichard von Pollheim
- 1315-1338 : Friedrich von Liebnitz
- 1338-1343 : Heinrich Pyrnbrunner
- 1343-1365 : Ordulf von Wiesseneck
- 1365-1396 : Pilgrim von Pucheim
- 1396-1403 : Gregor Schenk von Osterwitz
- 1403-1427 : Eberhard von Neuhaus
- 1427-1429 : Eberhard von Starhemberg
- 1429-1441 : Johann von Reichensperg
- 1441-1452 : Friedrich Truchsees von Emmerberg
- 1452-1461 : Sigismund von Volkersdorf
- 1461-1466 : Burchard von Weissbruch
- 1466-1484 : Bernhard von Rohr (de)
- 1484-1489 : Johann III Beckenschlager
- 1489-1494 : Friedrich V von Schaunberg (de)
- 1494-1495 : Sigmund II von Hollenegg (de)
- 1495-1519 : Leonhard von Keutschach
- 1519-1535 : Matthäus Lang von Wellenburg
- 1540-1554 : Ernest de Bavière
- 1554-1560 : Michael von Kuenburg (de)
- 1560-1586 : Johann Jakob Kuen von Belasy (de)
- 1586-1587 : Georg von Kuenburg (de)
- 1587-1612 : Wolf Dietrich von Rattenau
- 1612-1619 : Marcus Sittich von Hohenems
- 1619-1653 : Paris von Lodron
- 1654-1668 : Guidobald von Thun
- 1668-1687 : Maximilian Gandolph von Künburg
- 1687-1709 : Johann Ernst von Thun
- 1709-1727 : Franz Anton von Harrach (de)
- 1727-1744 : Leopold Anton von Firmian (de)
- 1745-1747 : Jakob Ernst von Liechtenstein-Kastelkorn (de)
- 1747-1753 : Andreas Jakob von Dietrichstein
- 1753-1771 : Sigismund von Schrattenbach
- 1772-1803 : Hieronymus von Colloredo-Mannsfeld